# Cyrtochilum pozoi
Cyrtochilum pozoi är en orkidéart som beskrevs av Willibald Königer. Cyrtochilum pozoi ingår i släktet Cyrtochilum, och familjen orkidéer. Inga underarter finns listade i Catalogue of Life.